# Stefanie Rothweiler
Stefanie Rothweiler (* 28. Juli 1979 in Friedrichshafen) ist eine deutsche Seglerin. 2006 und 2007 wurde sie Europameisterin.
Mit der 470er Jolle und Monika Leu als Vorschoterin belegte Rothweiler 2001 bei der Weltmeisterschaft den vierten Platz und wurde Zweite bei der Kieler Woche. Im Jahr darauf wurde sie Weltmeisterschaftsfünfte, bei der Kieler Woche belegte sie erneut den zweiten Platz. 2003 belegte sie bei der Weltmeisterschaft den sechsten Platz. Bei der olympischen Regatta 2004 belegten Rothweiler und Leu den 15. Platz.
2006 gewann Rothweiler zusammen mit ihrer neuen Vorschoterin Vivien Kussatz die Europameisterschaft, ein Jahr später konnte sie diesen Titel verteidigen. Bei der Weltmeisterschaft 2008 belegten die beiden den 13. Platz.
Bei den Olympischen Sommerspielen 2008 belegten sie den 9. Platz.
Stefanie Rothweilers Mutter ist die Schwester der Olympiasieger von 1976, Jörg und Eckart Diesch. Eckart Diesch war bis 2016 Präsident des Württembergischen Yacht-Clubs, in dem Rothweiler ihre Karriere begann und für den sie heute noch startet, auch wenn sie mittlerweile in München lebt.